# Autographa lana
Autographa lana är en fjärilsart som beskrevs av Embrik Strand 1917. Autographa lana ingår i släktet Autographa och familjen nattflyn. Inga underarter finns listade i Catalogue of Life.